# Laas (rivière)
Pour les articles homonymes, voir Laas.
Le Laas est un cours d'eau du Béarn (département des Pyrénées-Atlantiques).
Il prend sa source sur la commune de Coslédaà-Lube-Boast et se jette dans le Léez à Baliracq-Maumusson.

## Département et communes traversés
Pyrénées-Atlantiques :
- Baliracq-Maumusson
- Coslédaà-Lube-Boast
- Lannecaube
- Mouhous
- Sévignacq
- Taron-Sadirac-Viellenave